# チェリー・ピッター

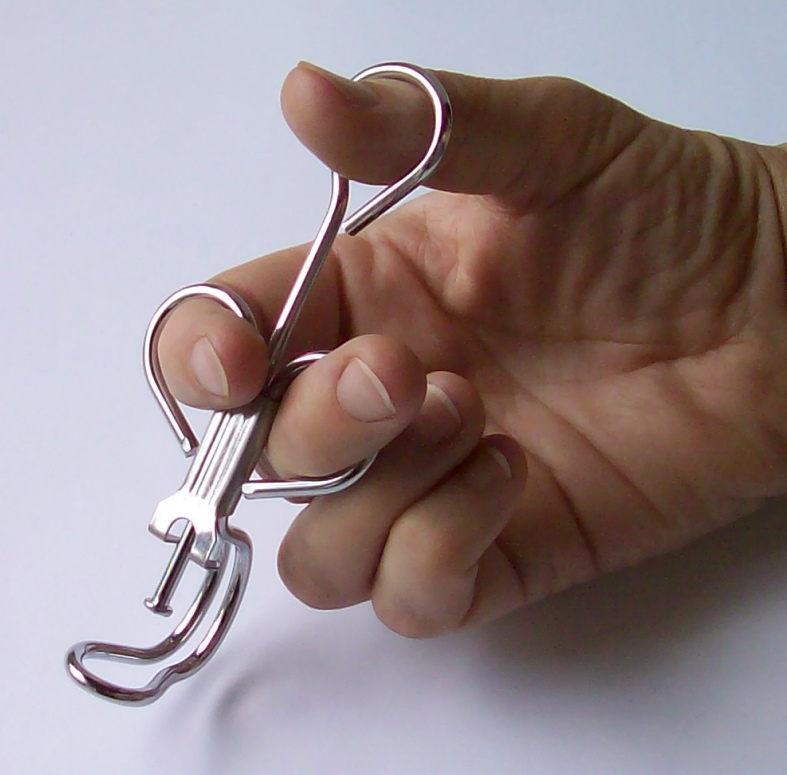
チェリー・ピッター

チェリー・ピッター（cherry pitter）は、サクランボを比較的無傷に保ったまま種を取り除く道具である。果柄を取り除いて丸いくぼみの部分に果実をセットし、棒状の部分で貫くと、種が反対側に押し出される。
手に持って使用する小さなものから工業用機械まで、様々な種類がある。また、オリーブなど他の果実の種抜きに使用できるものもある。
- チェリー・ピッター
- チェリー＆オリーブ・ピッター
- バネ式のチェリー・ピッター